# Scandinavisch voetbalelftal
Het Scandinavisch voetbalelftal is een onofficieel voetbalelftal dat Scandinavië vertegenwoordigt bij internationale voetbalwedstrijden. Maar het elftal is echter uitgesloten van deelname aan een EK of een WK, omdat elk Scandinavisch land een eigen voetbalelftal heeft. Dus kan het alleen op treden bij ceremonies en benefietwedstrijden.

## Wedstrijden

### Europa
De wedstrijd tegen het Europees voetbalelftal op 20 mei 1964 was een wedstrijd in Kopenhagen om het 75ste Jubileum van de Deense voetbalbond DBU te vieren.
De wedstrijd eindigde in een 4-2-overwinning van het Europese elftal.

#### Opstelling
Opstelling in 1964
- Scandinavië[1]
  -  S. Andersen, R. Jensen
  -  J. Hansen, B. Hansen, O. Madsen, Rosander
  -  H. Bild, A. Johansson, P. Öberg
  -  O. Heinonen, J. Peltonen

### Sovjet-Unie
De wedstrijd tegen de Sovjet-Unie op 20 juli 1967 eindigde in een 2-2 gelijkspel.